# Phyllonorycter ulicicolella
Phyllonorycter ulicicolella är en fjärilsart som först beskrevs av Henry Tibbats Stainton 1851.  Phyllonorycter ulicicolella ingår i släktet guldmalar, och familjen styltmalar.
Artens utbredningsområde är:
- Frankrike.
- Grekland.
- Italien.

Inga underarter finns listade i Catalogue of Life.